# Ciro Ferrara
Ciro Ferrara (Napulj, Italija, 11. veljače 1967.) je talijanski nogometni trener te bivši nogometaš i nacionalni reprezentativac. Svoju cijelu igračku karijeru proveo je u svega dva kluba: Napoliju i Juventusu.

## Karijera

### Klupska karijera
Ferrara je rodom Napolitanac tako da je 1980. počeo trenirati nogomet u juniorima Napolija. Nakon četiri godine prebačen je u seniorsku momčad i to u vrijeme kada je klub doveo Diega Maradonu. Ciro Ferrara je u prvoj sezoni za Napoli skupio ukupno 14 nastupa da bi u drugoj postao član prve momčadi. Tijekom "Maradonine ere" klub je dominirao talijanskim i europskim nogometom a Ferrara je bio ključan igrač te momčadi. Napoli je tada bio dvostruki prvak Italije (1987. i 1990.) a osvojio je i Kup UEFA (1989.)
U ljeto 1994. Ciru Ferraru kupuje torinski Juventus u kojem je odmah stavljen u prvu momčad. Tako je igrač u prvoj sezoni skupio 40 nastupa i zabio je jedan gol. Bio je jedan od najboljih središnjih braniča svoje generacije zbog čega je igrao u prvih jedanaest tijekom sljedećih deset godina. Kao i s Napolijem, Ferrara je i s Juveom dominirao u Serie A i Europi. U tom razdoblju klub je imao jaki obrambeni red a Ciro Ferrara je u obrani surađivao s impresivnim nizom suigrača. To su bili Mark Iuliano, Moreno Torricelli, Paolo Montero, Gianluca Pessotto, Lilian Thuram, Alessandro Birindelli, Igor Tudor, Gianluca Zambrotta, Nicola Legrottaglie i Fabio Cannavaro. Smatralo se da je Juventus u tom razdoblju imao najbolju obranu na svijetu.
U posljednjoj sezoni 2004./05. suigrači u obrani bili su mu Mark Iuliano i veteran Paolo Montero. Završetkom sezone u kojoj je klub osvojio naslov prvaka (koji mu je kasnije oduzet) Montero se vratio u rodni Urugvaj, Iuliano je prešao u RCD Mallorcu dok je Ferrara s 38 godina objavio prekid karijere.

### Reprezentativna karijera
Ciro Ferrara je za Italiju skupio ukupno 49 nastupa. Međutim, njegova briljantnost nikada nije u potpunosti realizirana na reprezentativnoj razini. Možda je razlog tome prevelika konkurencija koju su na početku činili vrhunski braniči kao što su Franco Baresi, Alessandro Costacurta, Mauro Tassotti, Pietro Vierchowod, Riccardo Ferri, Giuseppe Bergomi, Gianluca Pessotto i Paolo Maldini a kasnije Fabio Cannavaro, Alessandro Nesta i Giorgio Chiellini. To je možda bilo najvidljivije 1998. godine kada je Ferrara bio na vrhuncu karijere ali ipak nije uveden na popis reprezentativaca za Svjetsko prvenstvo u Francuskoj.
Na Svjetskom prvenstvu 1990. i EURU 2000. skupio je po jedan nastup za nacionalni sastav. Na tim turnirima Italija je osvojila broncu odnosno srebro.

### Trenerska karijera
Ferrara je u dva navrata bio asistent u talijanskoj reprezentaciji. Prvi puta je u razdoblju od 2005. do 2006. bio pomoćnik Marcellu Lippiju u generaciji koja je 2006. postala svjetski prvak. Povratkom Lippija na izborničku klupu, Ferrara je 2008. po drugi puta postao asistent u nacionalnoj momčadi.
S bivšim klupskim suigračem Gianlucom Pessottom bio je jedan od trenera Juventusovog omladinskog pogona da bi 5. lipnja 2009. preuzeo seniorsku momčad koju je vodio narednu sezonu. Budući da s klubom nije ostvario značajne rezultate trener je otpušten a Juventus je do kraja sezone vodio Alberto Zaccheroni.
22. listopada 2010. Ciro Ferrara je imenovan izbornikom talijanske U21 reprezentacije dok mu je bivši suigrač Angelo Peruzzi postao asistent. Pod njegovim vodstvom mladi Azzurrini su sve do rujna 2012. bili nepobjedivi u kvalifikacijama za Europsko juniorsko prvenstvo 2013.
2. srpnja 2012. Ferrara napušta izborničko mjesto te preuzima Sampdoriju koja se tada kvalificirala u Serie A. Klub je vodio sve do 17. prosinca 2012. kada je otpušten zbog loših rezultata.

## Osvojeni trofeji

### Klupski trofeji
| Klub     | Trofej                 | Sezona / godina |
| Italija  | Italija                | Italija         |
| -------- | ---------------------- | --------------- |
| Napoli   | Scudetto               | 1986./87.       |
| Napoli   | Coppa Italia           | 1987.           |
| Napoli   | Kup UEFA               | 1988./89.       |
| Napoli   | Scudetto               | 1989./90.       |
| Napoli   | Supercoppa Italiana    | 1990.           |
| Juventus | Scudetto               | 1994./95.       |
| Juventus | Coppa Italia           | 1995.           |
| Juventus | Supercoppa Italiana    | 1995.           |
| Juventus | Liga prvaka            | 1995./96.       |
| Juventus | Superkup Europe        | 1996.           |
| Juventus | Interkontinentalni kup | 1996.           |
| Juventus | Scudetto               | 1996./97.       |
| Juventus | Supercoppa Italiana    | 1997.           |
| Juventus | Scudetto               | 1997./98.       |
| Juventus | Intertoto kup          | 1999.           |
| Juventus | Scudetto               | 2001./02.       |
| Juventus | Supercoppa Italiana    | 2002.           |
| Juventus | Scudetto               | 2002./03.       |
| Juventus | Supercoppa Italiana    | 2003.           |

Naslov talijanskog prvaka kojeg je Ferrara osvojio s Juventusom u svojoj posljednjoj sezoni 2004./05. oduzet je klubu tijekom 2006. nakon "afere calciopoli".

### Reprezentativni trofeji
| Turnir                     | Trofej | Godina                          |
| -------------------------- | ------ | ------------------------------- |
| SP u Italiji               | Bronca | 1990.                           |
| EP u Belgiji i Nizozemskoj | Srebro | 2000.                           |
| SP u Južnoj Africi         | Zlato  | 2010. (kao izbornikov asistent) |

### Individualni trofeji
| Trofej                                               | Sezona / godina |
| ---------------------------------------------------- | --------------- |
| Momčad sezone prema ESM-u                            | 1996./97.       |
| Premio Nazionale Carriera Esemplare "Gaetano Scirea" | 2003.           |
| Pallone d'argento                                    | 2003.           |

### Ordeni
- Cavaliere Ordine al merito della Repubblica Italiana: 1991.

- Ufficiale Ordine al merito della Repubblica Italiana: 2000.

## Vanjske poveznice
- Soccerdatabase.eu
- Transfermarkt.co.uk